# باشگاه فوتبال گرونوبل فوت ۳۸
باشگاه فوتبال گرونوبل فوت ۳۸ (انگلیسی: Grenoble Foot 38) یک باشگاه فوتبال مستقر در گرونوبل، فرانسه است که در حال حاضر در لیگ ۲، دومین سطح لیگ فوتبال در این کشور به فعالیت می‌پردازد.

## تاریخچه
این باشگاه در سال ۱۹۱۱ با نام باشگاه فوتبال گرونوبل تأسیس شد. در سال ۱۹۹۷، ادغام المپیک گرنوبل ایزر و نورکپ المپیک به تشکیل گرونوبل فوت ۳۸ انجامید. المپیک گرنوبل ایزر در فصل‌های ۱۹۶۰–۶۱ و ۱۹۶۲–۶۳ در لیگ ۱ بازی می‌کرد.
در سال ۲۰۰۴، گرونوبل فوت توسط ایندکس هلدینگز، یک شرکت ژاپنی نرم‌افزار موبایل خریداری شد، بنابراین اولین باشگاه فوتبال فرانسوی بود که صاحبان خارجی داشت. قیمت این قرارداد حدود ۲ میلیون یورو بود. مالکان جدید در استاد دس آلپس، زمین جدیدی با ظرفیت اولیه ۲۰۰۰۰ نفر که در فوریه ۲۰۰۸ افتتاح شد، سرمایه‌گذاری کردند.